# Kudde

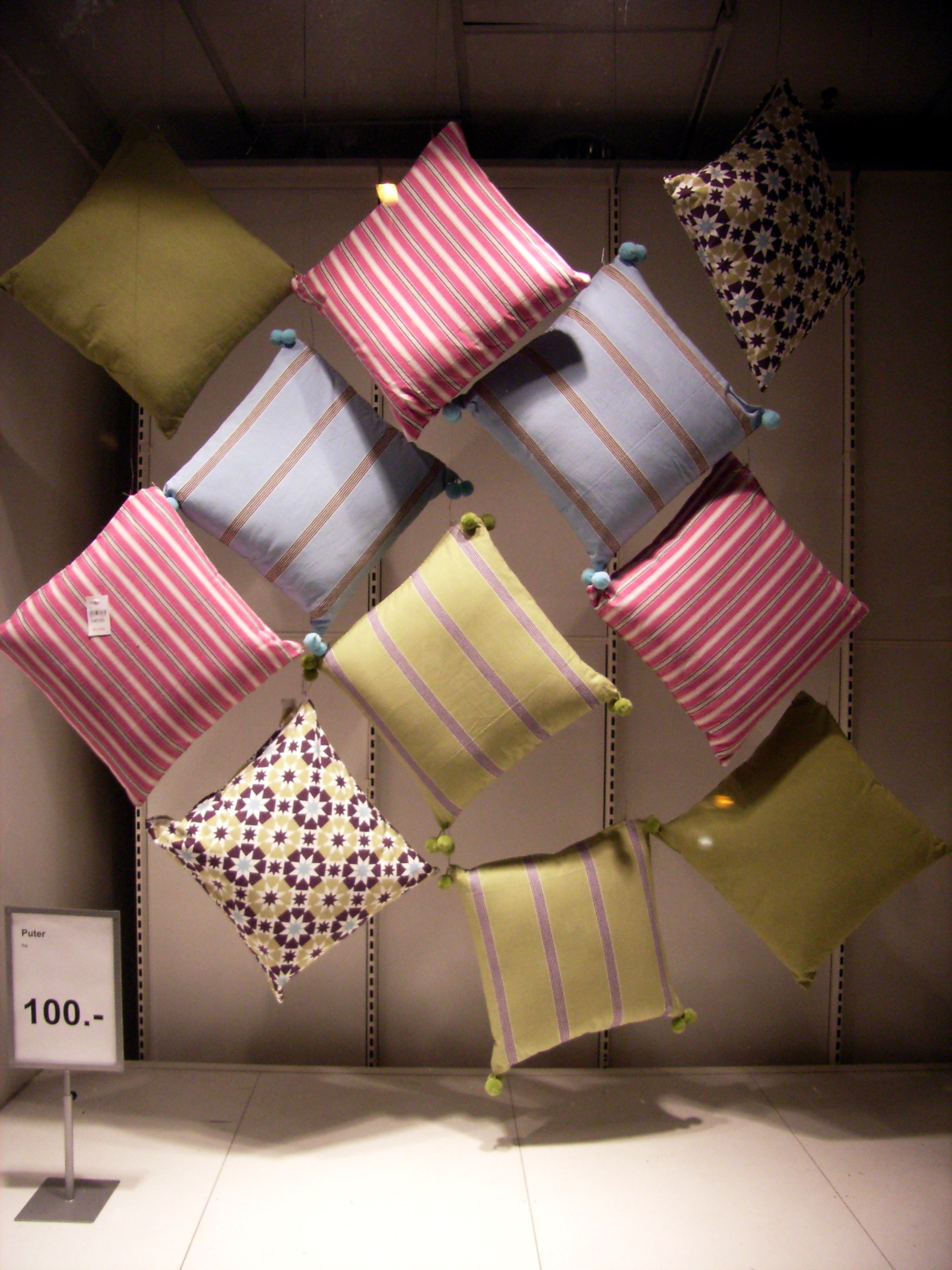
Kuddar i olika färger upphängda i en butik

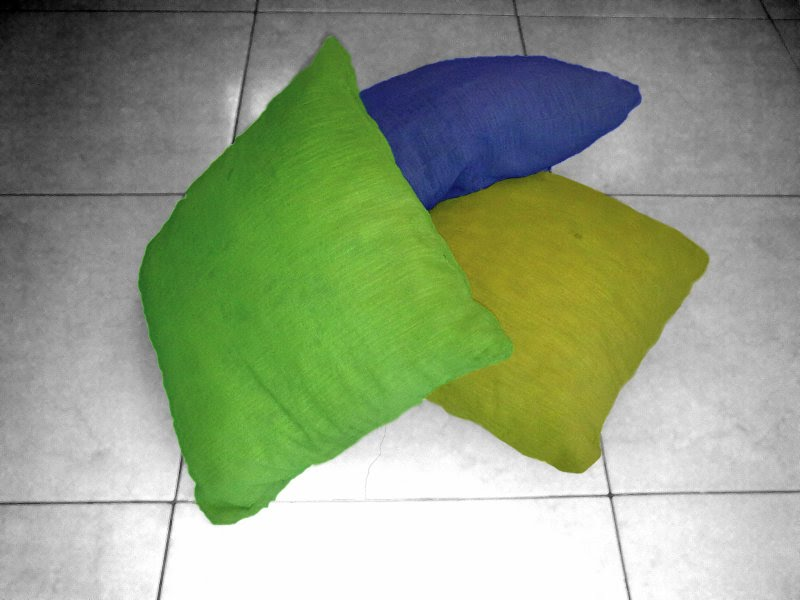
Tre kuddar olika i färger

Kudde (äldre ord: hyende) är en påse av textil som stoppas med olika mjuka material. Kuddar är till för prydnad eller för att vila huvudet på.

## Egentliga kuddar
Kuddfodralet, egentligen kuddvar, kan vara tillverkat av ren eller blandad bomull, siden, ylle, lin eller konstfibrer och stoppas med fjädrar och dun eller konstfibrer med hög elasticitet. Kuddar med den modernare sortens konstgjorda stoppning är avsevärt lättare att tvätta än sådana där fyllningen består av fågelfjäder eller vadd.
Vanliga kuddar är exempelvis rektangulära sängkuddar som ökar sovkomforten och har betydelse för nattsömnens kvalitet. De brukar skyddas av örngott.
Kudden används inte enbart som stöd vid sömn, utan kan även användas som prydnad i huvudsak ovanpå sängen, då ofta med en annan form, stoppning och ofta konstnärligt arbetade kuddvar snarare än örngott. Den förekommer även lika ofta som stöd och prydnad i soffan. En hårt stoppad soffkudde för stöd kan ibland kallas pöl.
I överförd betydelse talar man om luftkudde, om förpackningar i kuddformat samt om allehanda mjuka ting såsom stämpelkudde eller fettkuddar (under fötterna).
Ordet kudde är belagt i svenskan sedan 1637.